# Scottsdale
För andra betydelser, se Scottsdale (olika betydelser).
Scottsdale är en stad (city) i Maricopa County i delstaten Arizona i USA. Staden hade 241 361 invånare, på en yta av 477,70 km² (2020).
Scottsdale är belägen i den centrala delen av delstaten, cirka 15 kilometer nordost om huvudstaden Phoenix. Den ingår i Phoenix sammanhängande storstadsområde.
Scottsdale Fashion Square är ett köpcentrum med över 225 butiker och med inriktning på märkesprodukter och lyxvaror.

## Kända personer från Scottsdale
- Cody Bellinger, basebollspelare
- Emma Stone, skådespelare

## Galleri

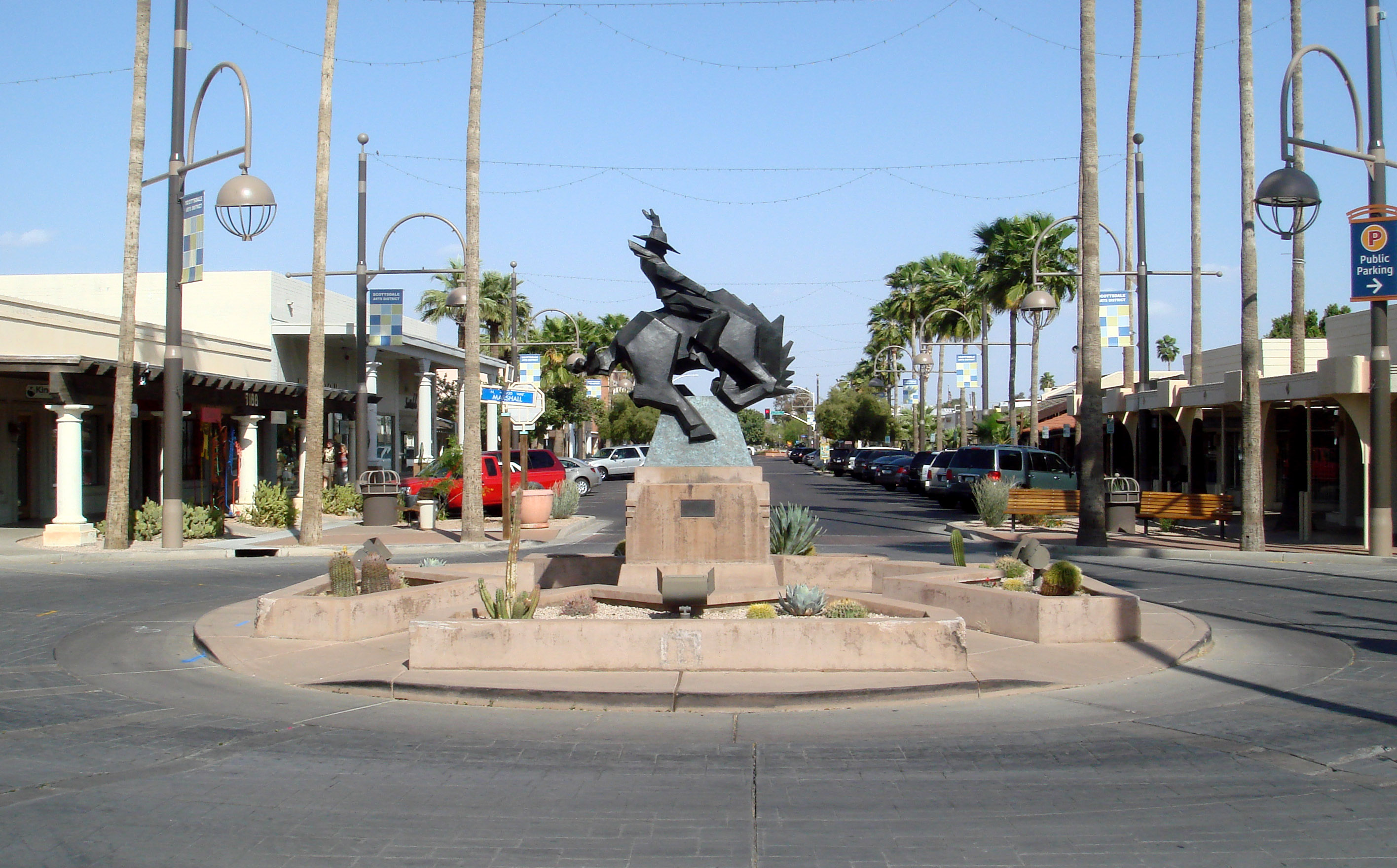
Scottsdale Arts District.
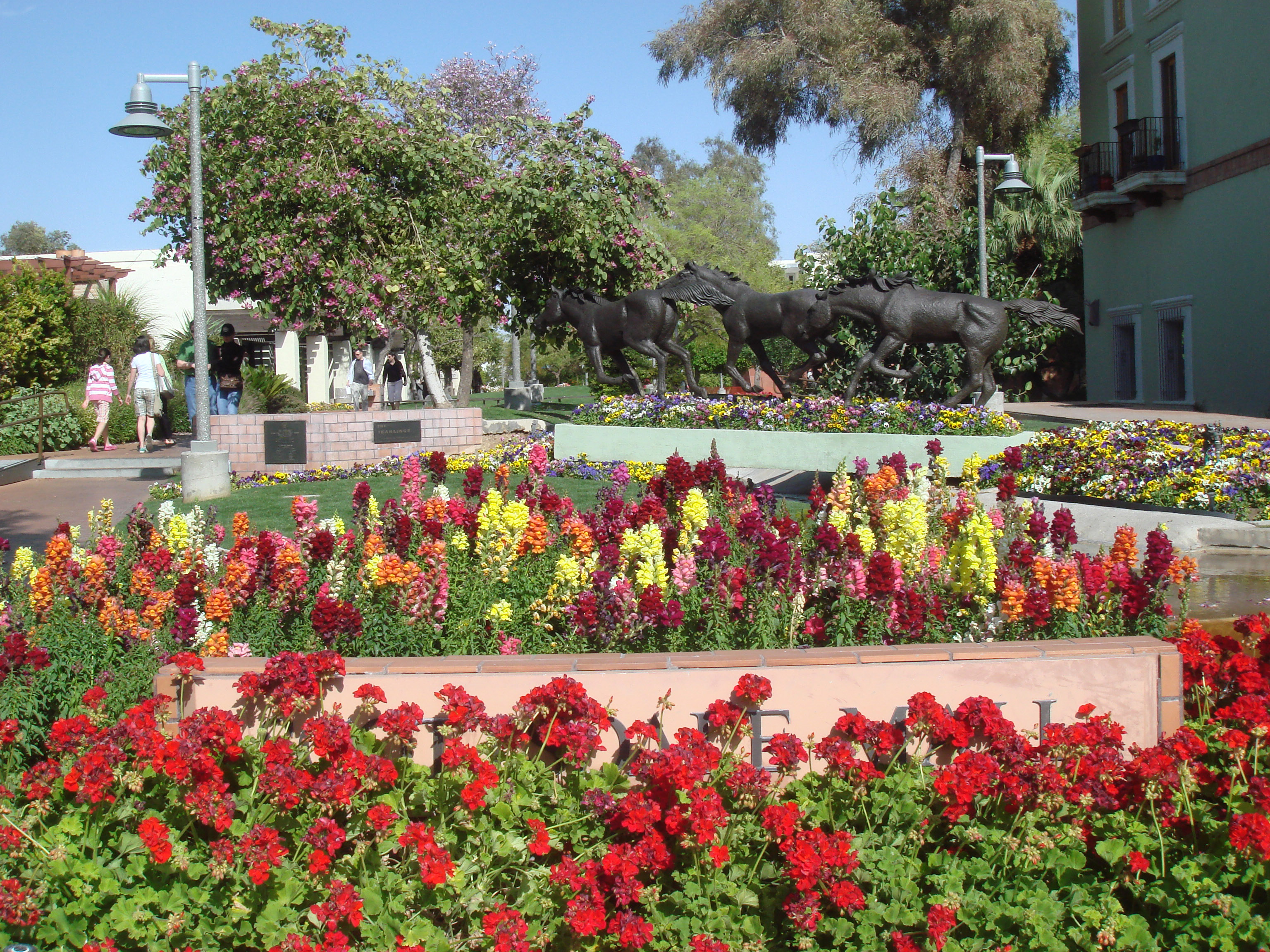
Gamla staden i Scottsdale.
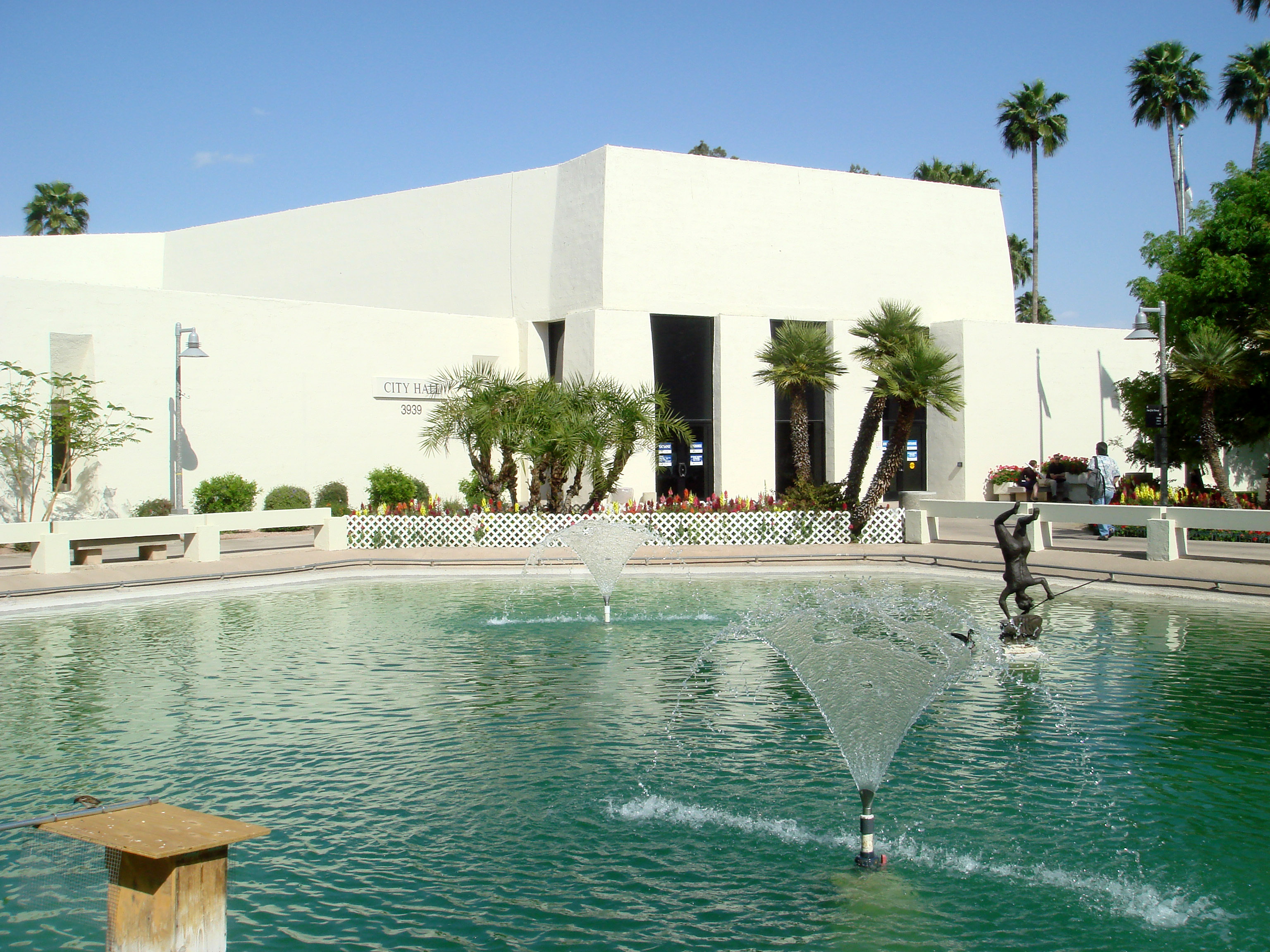
Stadshuset.